# 馬修山
81°41′S 159°57′E / 81.683°S 159.950°E
馬修山（英語：Mount Mathew）是南極洲的山峰，位於奧次地，處於霍廷山以北4公里的斯塔肖特冰川東岸，海拔高度2,030米，由新西蘭探險隊命名，現時由南極條約體系管理。